# Стеља
Стеља (детритус, шушањ, простирка) представља први растресити слој шумског земљишта. Дебљина јој се креће од 10 до 15 центиметара, у зависности од неких спољашњих фактора. Шумска стеља је заправо шумска простирка, формирана од опалог лишћа са дрвећа. Све опало лишће, гранчице, угинули организми сачињавају шумску стељу. Опало лишће се током године гомила, а слој је најдебљи на крају вегетационог периода. Овај слој се дејством неких физичких фактора донекле и сабија, али је увијек растресит, лаган и као такав задржава и одређену количину влаге и топлоте. 
Стеља представља дом многим ситним организмима у шуми. Ту живе Collembola — скокунци, зглавкари из група паукова (Aranea) и ракова мокрица Isopoda, као и крпељи из реда Acarina. Стељу насељавају и ваљкасте глисте (Nematoda). Myriapoda или стоноге су такође једни од становника шумске стеље. Ту су и неки крилати инсекти, као нпр. мрави. Поред ових организама, у највећем броју су присутни управо они голим оком невидљиви. То су бактерије и гљиве. Бактерије су одговорне за разлагање органске материје животиња и опалог лишћа. Док је велики значај гљива поред тога, и разградња старих и срушених стабала. Хифе гљива су испреплетене и прожимају стељу и шумско земљиште, док изнад стеље у повољном периоду размножавања израстају плодоносна тијела гљива, или печурке. Као и бактерије и гљиве, и зглавкари, становници стеље, хране се опалим лишћем и угинулим животињским организмима, али и једу једни друге. Поред животиња, стељу настањују и маховине и неке зељасте биљке. Зељасте биљке углавном насељавају мјеста до којих допире сунчева свјетлост, а с обзиром да се ради о шуми, те биљке спадају у скиофите, или полускиофите. 
Због своје растреситости и шупљикавости, стеља је у стању да упије велике количине воде која падне у виду кише. На тај начин цијела шума задржава воду изручену у виду падавина, која понире у дубље слојеве земљишта. Тако стеља и шумско земљиште дјелују као филтер. Та се особина у неким земљама у свијету искоришћава при примарном пречишћавању воде, након чега се она акумулира и додатно пречишћава.